# Centrolene grandisonae
Centrolene grandisonae är en groddjursart som först beskrevs av Cochran och Coleman J. Goin 1970.  Centrolene grandisonae ingår i släktet Centrolene och familjen glasgrodor. Inga underarter finns listade i Catalogue of Life.